# Йохан Филип (Саксония-Алтенбург)
Йохан Филип (на немски: Philipp von Sachsen-Altenburg; * 25 януари 1597, Торгау; † 1 април 1639, Алтенбург) от род Ернестинските Ветини, е херцог на Саксония-Алтенбург от 1603 до 1639 г.

## Живот
Йохан Филип е най-големият син на херцог Фридрих Вилхелм I от Саксония-Ваймар (1562 – 1602) и втората му съпруга Анна Мария фон Пфалц-Нойбург (1575 – 1643), дъщеря на херцог Филип Лудвиг от Пфалц-Нойбург.
След смъртта на баща му Йохан Филип наследява заедно с братята си Фридрих, Йохан Вилхелм и Фридрих Вилхелм херцогството Саксония-Алтенбург. Техни опекуни са курфюрста на Саксония Кристиан II и техния чичо Йохан, херцогът на Саксония-Ваймар, след неговата смърт през 1605 г. само Кристиан II.
Братята носят номинално и титлата херцози на Юлих, Клеве и Берг. През 1612 г. братята отиват да следват в университет Лайпциг, където Йохан Филип става следващата година ректор. През 1618 г. Йохан Филип става пълнолетен и поема сам управлението, а на братята си дава издръжка (Leibgedinge) за цял живот.
Йохан Филип се жени на 25 октомври 1618 г. в Алтенбург за Елизабет фон Брауншвайг-Волфенбютел (1593 – 1650), дъщеря на херцог Хайнрих Юлий от Брауншвайг-Волфенбютел и на Елизабет Датска (1573–1626), най-възрастната дъщеря на крал Фридрих II от Дания. Тя е вдовица на херцог Август от Саксония (1589 – 1615).
Той е погребан в Братската църква в Алтенбург. Негова наследница е единствената му дъщеря Елизабет София.

## Деца
Йохан Филип и Елизабет фон Брауншвайг-Волфенбютел имат една дъщеря:
- Елизабет София (1619 – 1680), която се омъжва на 24 октомври 1636 г. за херцог Ернст I на Саксония-Гота-Алтенбург (1601 – 1675).